# あいえす造船

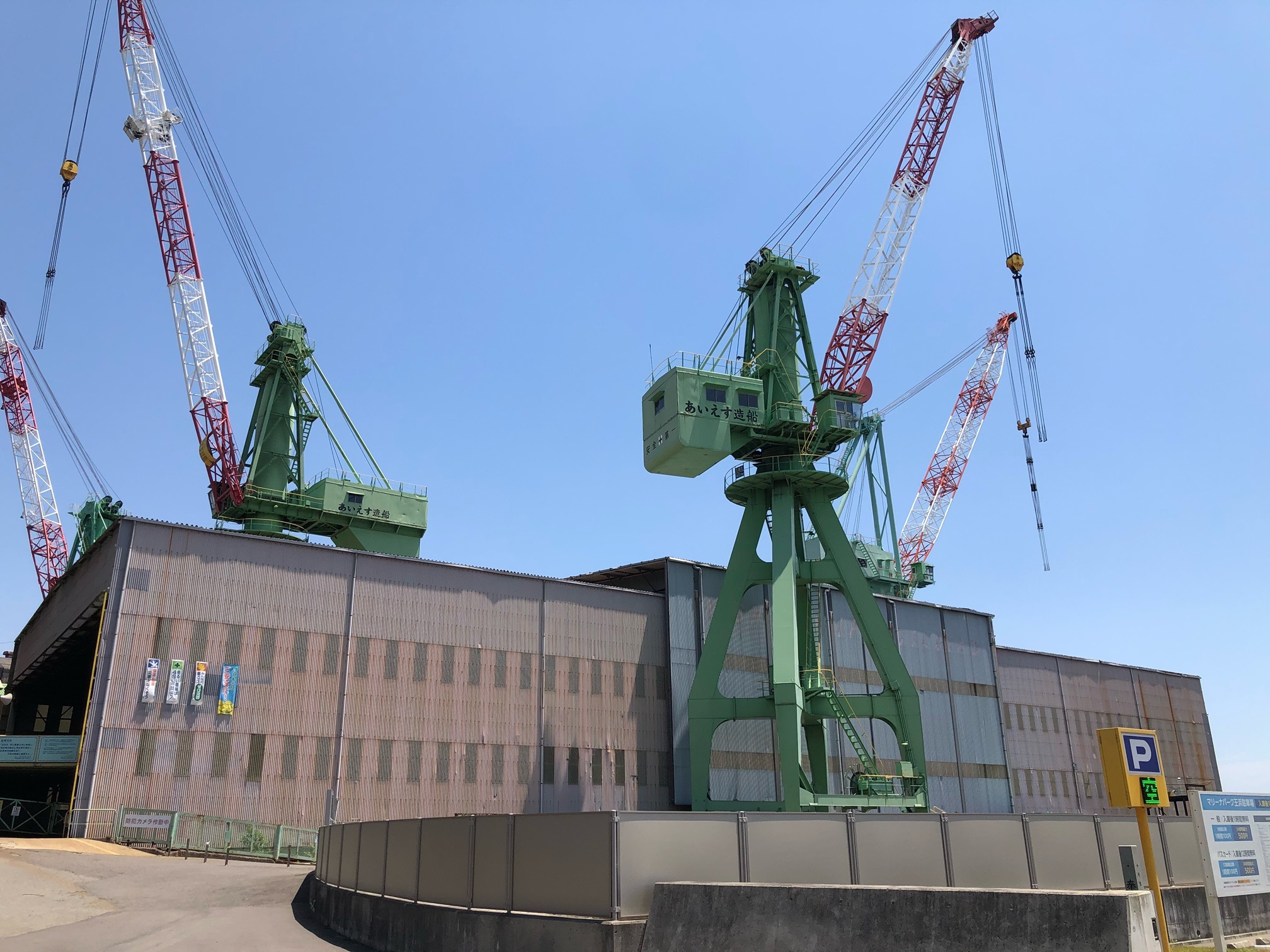
砂場工場の外観

あいえす造船株式会社（あいえすぞうせん、英: I-S Shipyard Co.,Ltd.）は、愛媛県今治市に本社を置く造船会社である。

## 概要
1988年に波止浜造船の今治市内の本社・工場が船舶修繕専門の「株式会社ハシゾウ」として分社・独立して発足した。中小型船舶の修繕用ドックを波止浜に3基、越智郡吉海町（現：今治市）に1基所有し、250隻の補修能力を誇っていた。しかし造船業界の不況に加え、人件費の安い韓国・中国が船舶修繕業に参入し売り上げが減少。2001年9月にはドック4基を含む工場施設を9月末までに売却し解散する方針を固めた。従業員約110名が解雇され、財務処理を残し事実上解散した。従業員の希望者は親会社の常石造船が引き受け、同年10月1日付で今治造船が工場施設などを買収した。
2008年4月1日に同じ今治造船グループの西造船と合併し、あいえす造船に商号変更した。合併後は、ハシゾウの大島工場を3万重量トン級のスモールハンディバルカーを中心とする新造船工場、西造船を大島工場向け中心の船体ブロック製造工場に位置付けている。
バラ積み船、カーフェリー等の建造実績がある。
一般社団法人日本中小型造船工業会の会員である。

## 沿革
- 1988年 5月 - 「株式会社ハシゾウ」として設立[4]。
- 2001年10月 - 今治造船グループの傘下に入る[4]。
- 2008年
  - 4月1日 - 「西造船株式会社」と「株式会社ハシゾウ」が合併し、「あいえす造船株式会社」に商号変更 [4][6]。
  - 5月 - 新組立定盤完成。
- 2009年12月 - 本社工場及び砂場工場にて、ISO9001の認証を取得。
- 2013年3月 - 300Tジブクレーン設置。
- 2014年3月 - 300Tジブクレーン設置（2基目）。
- 2015年6月 - 建造ドック拡幅延長（212m/L×35.5m/B）。

## 事業所
- 本社工場：愛媛県今治市吉海町本庄332番地

船渠 212m×35.5m
- 砂場工場：愛媛県今治市砂場町二丁目3番1号

## 事故
2012年4月3日、あいえす造船本社工場にて進水後に沖合で停泊中のハンディバルカーが、日本海で急速に発達した低気圧の影響を受け走錨。無人だった船は午後1時半頃に流され始め、約1時間後の午後2時半に大島・泊地区の海岸に座礁した。3日夜、タグボート4隻で引っ張り、沖合に戻した。

## 主要建造船
- フェリー おれんじ九州（九四オレンジフェリー）
- フェリー おれんじ四国（九四オレンジフェリー）
- フェリー おれんじ えひめ（四国開発フェリー）
- フェリー おれんじ おおさか（四国開発フェリー）